# Pelee (Ontario)
Pelee – gmina (ang. township) w Kanadzie, w prowincji Ontario, w hrabstwie Essex.
Powierzchnia Pelee to 41,84 km². Według danych spisu powszechnego z roku 2001 Pelee liczy 256 mieszkańców (6,12 os./km²).
Na wyspach jeziora Erie utworzono obszar Pelee Island Natural Areas, istotny dla całej biosfery ze względu na rolę w wędrówkach ptaków.